# روبليدولانو
بلدية روبليدولانو (بالإسبانية: Robledollano)‏، هي بلدية تقع في مقاطعة قصرش والتي تقع في منطقة إكستريمادورا، غرب إسبانيا.
يبلغ عدد سكانها 409 نسمة وفقاً لإحصائية سنة (2002).